# Agoué
Agoué är en ort i Benin. Den ligger i den södra delen av landet, 110 kilometer väster om huvudstaden Porto-Novo. Agoué ligger 7 meter över havet och antalet invånare är 5 148.
Terrängen runt Agoué är mycket platt. Havet är nära Agoué åt sydost. Närmaste större samhälle är Grand-Popo, 16,6 kilometer öster om Agoué.